# Elizabethtown (CDP, New York)
Pour les articles homonymes, voir Elizabethtown.
Elizabethtown est une census-designated place de la municipalité du même nom, située dans le comté d'Essex, dans l'État de New York, aux États-Unis,. En 2020, elle compte une population de 746 habitants.